# Qendër Koplik
Qendër Koplik là một xã trong quận Malesia e Madhe thuộc hạt Shkodër, Albania. Dân số năm 2005 là 5546 người.